# Christmas Cupid
Christmas Cupid is een Amerikaanse romantische komedie van ABC Family uit 2010. De televisiefilm van Gil Junger met Christina Milian en Ashley Benson in de hoofdrollen werd gemaakt door en voor televisiezender ABC Family en debuteerde op dit kanaal op 12 december 2010.

## Verhaal
Sloane Spencer wordt volledig opgeslorpt door haar baan als PR-consulente in Los Angeles. Ze wil de perfecte première op touw te zetten voor de nieuwste film van haar cliënte Caitlin Quinn om zo promotie te maken. Om haar kansen nog te beteren gaat ze ook uit met Andrew, haar baas en tevens de zoon van de zaakvoerder. Ze is zo met zichzelf bezig dat ze geen aandacht heeft voor haar moeder, beste vriendin en collega's.
Dan komt Caitlin Quinn op een feestje op noodlottige wijze om het leven en komt Sloane op het idee de begrafenis en de première samen te voegen tot één groot spektakel, waarmee ze de promotie zeker acht. Dan duikt echter Caitlins geest op die zegt dat ze haar leven moet beteren of de gevolgen dragen en dat ze de volgende middernachten nog drie geesten mag verwachten. Caitlin wijkt intussen geen moment van haar zijde, wat voor de nodige verwarring zorgt bij omstaanders die de geest niet kunnen zien.
De drie geesten blijken van haar ex-vriendjes te zijn — die niet overleden zijn; hun geesten ontspringen slechts aan haar eigen verbeelding — en nemen haar op sleeptouw naar het verleden. De eerste is Brad, die ze na haar schooltijd liet staan om naar de stad te trekken. Hij laat haar zien hoe haar moeder haar inprentte: met een rijke man trouwen gaat even makkelijk als met een arme, en hoe ze sindsdien slechts aan zichzelf denkt en mannen laat staan als een betere haar pad kruist. Zo ook met Patrick, die ze stiekem verliet toen hij ver weg wilde trekken voor zijn medische studie.
Intussen is ze Patrick opnieuw tegen het lijf gelopen en ze spreken af. Tijdens hun etentje komt Andrew echter binnen en vraagt haar ten huwelijk, waarop ze Patrick weer links laat liggen. Diezelfde nacht laat de geest van haar rivaal op het werk en ex-vriendje Jason haar de gevolgen van haar levenswandel zien. Haar secretaresse die huilend aan haar zoontje uitlegt dat ze moet werken op kerstdag, haar vriendin Jenny die zich genegeerd voelt en haar moeder die kerstmis alleen moet vieren.
De derde geest is vermomd als de kerstman en laat haar de toekomst zien. Haar moeder die zich volledig op haar drie hondjes toelegt, het restaurant van haar vriendin dat bankroet gaat en haar eigen mislukte huwelijk met Andrew dat haar rijk maar eenzaam achter laat. Vervolgens onthult hij Andrew te zijn. Sloane besluit haar leven om te gooien. Ze troont haar moeder mee naar Jenny voor kerstavond en gaat dan naar Caitlins' première. Daar stuurt ze haar secretaresse naar huis, laat cadeaubonnen voor Jenny's restaurant aan haar klanten bezorgen en maakt het uit met Andrew, die haar overigens net de zo gewilde promotie gaf.
Ten slotte gaat ze zich verontschuldigen bij Patrick en haar uiteindelijk vergeeft en kust, waarop ze naar Jenny trekken waar ze allen samen kerstmis vieren.

## Rolverdeling
- Christina Milian als Sloane Spencer, de protagonist; een succesvol PR-consulente.
- Ashley Benson als Caitlin Quinn, een jonge filmster en cliënte van Sloane.
- Chad Michael Murray als Patrick Kerns, dokter en ex-vriendje van Sloane. Ze verliet hem omdat hij ver weg wilde trekken voor zijn studies.
- Burgess Jenkins als Andrew Craig, Sloane's baas en vriendje.
- Ryan Sypek als Jason Miller, Sloane's collega, rivaal en ex-vriendje. Ze verliet hem om een relatie met haar baas te beginnen.
- Patrick Johnson als Brad, Sloane's eerste vriendje op school. Ze verliet hem omdat ze naar de stad wilde.
- Jackée Harry als Vivian, Sloane's moeder.
- Ashley Johnson als Jenny, Sloane's vriendin en restauranthouder.